# Luser
Luser (de l'anglès "loser", "perdedor") és un terme utilitzat per furonerss y bofhs per a referir-se als usuaris comuns (local users en anglès o l-users, d'aquí el terme), de manera despectiva i com a burla. "Luser" és l'usuari comú, que generalment es troba en desavantatge envers els usuaris experts, els quals poden controlar tots els aspectes d'un sistema.

## Descripció
El terme va ser adoptat l'any 1975 en el MIT després que alguns estudiants modifiquessin la programació de la computadora ITS perquè en comptes d'informar de "XX users online", informés de "XX loses online". Finalment, la paraula "losers" (perdedors, fracassats) va ser canviada per "lusers" que es pronuncia igual però que ja no significava res, ja que era un terme nou que fusionava "losers" amb "users" (usuaris).
També és usat per designar a tot usuari leecher que no busca les oportunitats d'aprendre, i que en canvi espera obtindre les màximes facilitats d'ús.